# Бас, Омер
Омер Франсуа Шарль Бас (фр. Omer François Charles Baes; 15 января 1889, Брюгге — 5 мая 1929, там же) — бельгийский футбольный вратарь. Большую часть карьеры провёл в клубе «Серкль Брюгге», выступал также за команды «Диксмюдуа» и «Бланкенбергсе». В составе национальной сборной Бельгии провёл два матча.
Старший брат футболистов Доминика и Луи Бас.

## Биография
Омер Бас родился в январе 1889 года в Брюгге. Отец — Шарль Мари Жозеф Бас, был родом из Брюгге, мать — Корали де Йонге, родилась в Эйткерке на западе Бельгии. В семье Бас было девять детей, но многие из них умерли ещё в младенчестве.
Омер начинал футбольную карьеру в клубе «Серкль Брюгге», играл на позиции вратаря. Его дебют состоялся 15 ноября 1908 года в матче чемпионата Бельгии против команды «Расинг Брюссель». Встреча завершилась поражением его команды со счётом 1:4.
В составе «Серкль Брюгге» Бас выступал на протяжении 11 сезонов, сыграв за это время 160 матчей в чемпионате Бельгии. В сезоне 1910/11 он выиграл с командой чемпионат страны, а два года спустя дошёл до финала Кубка Бельгии.
В 1911 году за «Серкль» дебютировал его младший брат Доминик Бас, а в 1919 году младший брат Луи, который в последующие 15 лет проведёт более 300 матчей за клуб. После «Серкль Брюгге» Омер провёл сезон в клубе «Диксмюдуа», а затем выступал за «Бланкенбергсе».
В составе сборной Бельгии голкипер провёл два матча, дебютировав 1 мая 1913 года в товарищеской игре против Италии в Турине. Итальянцы добились минимальной победы, благодаря голу Гвидо Ары на 57-й минуте. Через три дня Омер защищал ворота в матче со сборной Швейцарии в Базеле. Счёт открыли гости — отличился Сильвен Бребарт на 30-й минуте, а в конце второго тайма Луи Сайс удвоил преимущество. Швейцарцы смогли отыграть только один мяч, благодаря голу Отто Мерка.
В феврале 1916 года в Брюгге Омер женился на 28-летней Аделине Гренелле. В 1917 году у них родился сын Роже Карел Омар, а в 1923 году появилась на свет дочь Симона Дельфина Этьена. Омер Бас умер в Брюгге в мае 1929 года в возрасте 40 лет.

## Достижения
«Серкль Брюгге»
- Чемпион Бельгии: 1910/11
- Финалист Кубка Бельгии: 1912/13